# Ağlı
Ağlı ist ein Landkreis (türkisch İlçe) sowie die zugehörige Kreisstadt in der türkischen Provinz Kastamonu in Nordanatolien. Der Ort wurde 1918 zur Belediye erhoben. Ağlı liegt ca. 38 km nordwestlich der Provinzhauptstadt Kastamonu auf einer Höhe von 1220 m im Bergland des Küre Dağları und an der Fernstraße D759 (Cide–Kastamonu).
Der Landkreis liegt im nördlichen Zentrum der Provinz und grenzt im Westen an den Kreis Azdavay, im Nordosten an den Kreis Küre, im Südosten an den Kreis Seydiler und im Süden an den Kreis Daday. Der Kreis wurde 1990 aus dem Südteil des Kreises Küre gebildet. Bis dahin war es ein eigener Bucak, der zur letzten Volkszählung vor der Gebietsänderung (1985) 3987 Einwohner zählte (davon im Hauptort, der Belediye Ağlı 3004 Enw.)
2020 bestand der Kreis aus der Kreisstadt (etwa 70 % der Kreisbevölkerung) und 13 Dörfern (Köy) mit durchschnittlich 71 Bewohnern. Das ist die niedrigste Einwohnerzahl pro Dorf. Die Einwohnerzahlen liegen zwischen 126 (Gölcüğez) und 17 (Turnacık).